# 韩大元
韩大元（1960年10月—），男，朝鲜族，吉林人，中華人民共和国法学家，国务院政府特殊津贴专家，中国人民大学法学院长江学者特聘教授，博士生导师，中国人民大学法学院前院长（2009年5月-2017年7月）、人权研究中心主任、一国两制法律研究所所长、亚太法学研究院院长，同时兼任中国法学会常务理事、中国法学会宪法学研究会会长、中国法学教育研究会常务副会长、中国检察学研究会副会长、海峡两岸法学交流促进会副理事长、全国人大常委会香港基本法委员会委员等职。

## 生平
韩大元1960年10月出生于吉林省一个朝鲜族家庭。1984年，他从吉林大学法律系毕业后，进入中国人民大学法学院，1987年获硕士学位，后在人民大学任教。1994年，他获法学博士学位，并继续在人大留校任教。1991年以来，他先后在日本京都大学法学部、美国哈佛大学法学院、法国艾克斯-马赛大学欧亚研究所等大学做高级访问学者。1999年，韩大元当选第2届全国十大杰出青年法学家，2002年成为国务院政府特殊津贴专家。2003年和2006年，他先后被评为教育部高校优秀教师和国家级教学名师奖。
2007年10月，韩大元当选中国法学会宪法学研究会会长。2009年5月至2017年7月，他出任中国人民大学法学院院长。2011年10月当选新一届中国宪法学研究会会长。2012年，教育部2011年度长江学者特聘教授。2017年，在美国访学的韩大元教授因其在中国残障法领域的贡献，被哈佛大学法学院授予"促进人类进步特别贡献奖"。

## 奖项与荣誉
- 全国十大杰出中青年法学家（1999年）[4]
- 教育部跨世纪人才计划（2000年）[4]
- 国务院政府特殊津贴专家（2002年）[4]
- 长江学者特聘教授（2012年）[4]
- 人事部新世纪百千万人才工程国家级人选

### 荣誉学位
- 芬兰拉普兰大学荣誉法学博士学位（2012年）[2]
- 挪威卑尔根大学荣誉法学博士学位（2017年）[2]

## 代表性作品

### 独著
- 《亚洲立宪主义研究》，（1996年，再版三次，2008年第二版），中国人民公安大学出版社；
- 《1954年宪法与新中国宪政》，（2004年，编著，2008年第二版），武汉大学出版社；
- 《宪法学基础理论》，（2008年），中国政法大学出版社；
- 《感悟宪法精神》，（2008年），法律出版社；
- 《韩国国会》，（2001年），华夏出版社；
- 《东亚法治的历史与理念》，（2000年），法律出版社。

### 主编
- 《公法的制度变迁》，（2009年），北京大学出版社；
- 《共和国60年法学论争实录·宪法卷》，（2009年），厦门大学出版社；
- 《新中国宪法发展60年》，（2009年），广东人民出版社；
- 《中国宪法事例研究》（第一至四辑），（2007年，2008年，2009年，2010年），法律出版社；
- 《徐秀义教授纪念文集》，（2009年，与齐小力教授合作主编），中国人民公安大学出版社；
- 《中国检察制度宪法基础研究》，（2007年），中国检察出版社；
- 《外国宪法》，（2001年，2009年第三版），中国人民大学出版社；
- 《比较宪法学》，（2003年，2008年第二版），高等教育出版社；
- 《中国宪法学年刊》，（2005年、2006年、2007年、2008年、2009年，与张庆福教授合作主编），法律出版社；
- 《宪法学》，（2002年），中国人民大学出版社；
- 《宪法学参考资料》，（2002年），中国人民大学出版社；
- 《比较行政法》，（2001年），中国人民大学出版社；
- 《现代宪法学基本原理》，（2000年），中国人民公安大学出版社；
- 《宪法学》，（1999年，司法部统编教材），法律出版社；
- 《新中国宪法发展史》，（1999年），河北人民出版社。

### 合著
- 《宪法学专题研究》，（2004年，三人合著，2009年第三版），中国人民大学出版社；
- 《现代中国法概论》，（2009年，九人合著），韩国博英社；
- 《中国宪法》，（2004年，二人合著，2008年第二版），法律出版社；
- 《宪法学原理》，（1997年，二人合著），中国人民公安大学出版社；
- 《当代人权保障制度》，（1998年，二人合著），中国政法大学出版社；
- 《中国宪法的理论与实际》，（1999年，二人合著），日本成文堂；
- 《宪法学》，（2000年，三人合著），法律出版社。